# Alma Gluck
Alma Gluck, nascuda com Reba Heinsohn (Iași, Romania, 11 de maig de 1884 - Nova York, 27 d'octubre de 1938), fou una soprano d'origen romanès nacionalitzada estatunidenca.
Va néixer al si d'una família jueva romanesa. Els seus pares, Leon, gran aficionat a la música, i Zara, que tenia una bonica veu van decidir emigrar als Estats Units i instal·lar-se en el Lower East Side de Nova York.
Després d'acabar els seus estudis secundaris va treballar en un despatx d'advocats. Es va casar amb Bernard Glick, vint anys més gran que ella, i amb ell va tenir una filla, Abigail Marcia, que es convertiria en escriptora amb el nom de Marcia Davenport. Per llavors, Reba es dedicava exclusivament a les tasques domèstiques.
El 1906 un aficionat a l'òpera convidat a casa pel seu marit la sent cantar i insisteix que rebi classes de cant, aconseguint que Arturo Buzzi-Peccia, un prestigiós professor de cant, li faci classes per un preu reduït. Reba fa grans progressos i aviat guanya els diners suficients per acompanyar el seu mestre en una de les seves estades d'estiu a Europa i continuar rebent classes i també per contractar un pianista per a les seves pràctiques de veu.
El 1909 va ser contractada pel Metropolitan Opera, el director del qual llavors era Arturo Toscanini, on va recollir grans èxits fins al 1918. Elegeix com a nom artístic el d'Alma Gluck. Durant el seu primer contracte, fins al 1912, el seu repertori és majoritàriament operístic. Durant el següent, que va durar fins al 1918, es dedica a donar concerts, anant acompanyada del clarinetista italià Antonio Bellucci. També ofereix recitals i es converteix en una de les pioneres de la fonografia amb el seu disc Carry me Back to old Virginny, que va vendre un milió de còpies, una cosa que mai no havia succeït abans amb un enregistrament d'un cantant clàssic.
Es va divorciar el 1914 i dos anys després es va casar amb el violinista Efrem Zimbalist, amb qui va tenir uns altres dos fills, María i l'actor Efrem Zimbalist Jr., pare al seu torn de la també actriu Stephanie Zimbalist.
Decideix retirar-se gairebé definitivament el 1925 a New Hartford (Connecticut). Va morir als 54 anys d'una insuficiència hepàtica.